# Rosenrobinia
Rosenrobinia (Robinia hispida) är en ärtväxtart som beskrevs av Carl von Linné. Enligt Catalogue of Life ingår Rosenrobinia i släktet robinior och familjen ärtväxter, men enligt Dyntaxa är tillhörigheten istället släktet robinior och familjen ärtväxter. IUCN kategoriserar arten globalt som livskraftig. Arten har ej påträffats i Sverige.

## Underarter
Arten delas in i följande underarter:
- R. h. fertilis
- R. h. hispida
- R. h. kelseyi
- R. h. nana
- R. h. rosea

## Bildgalleri

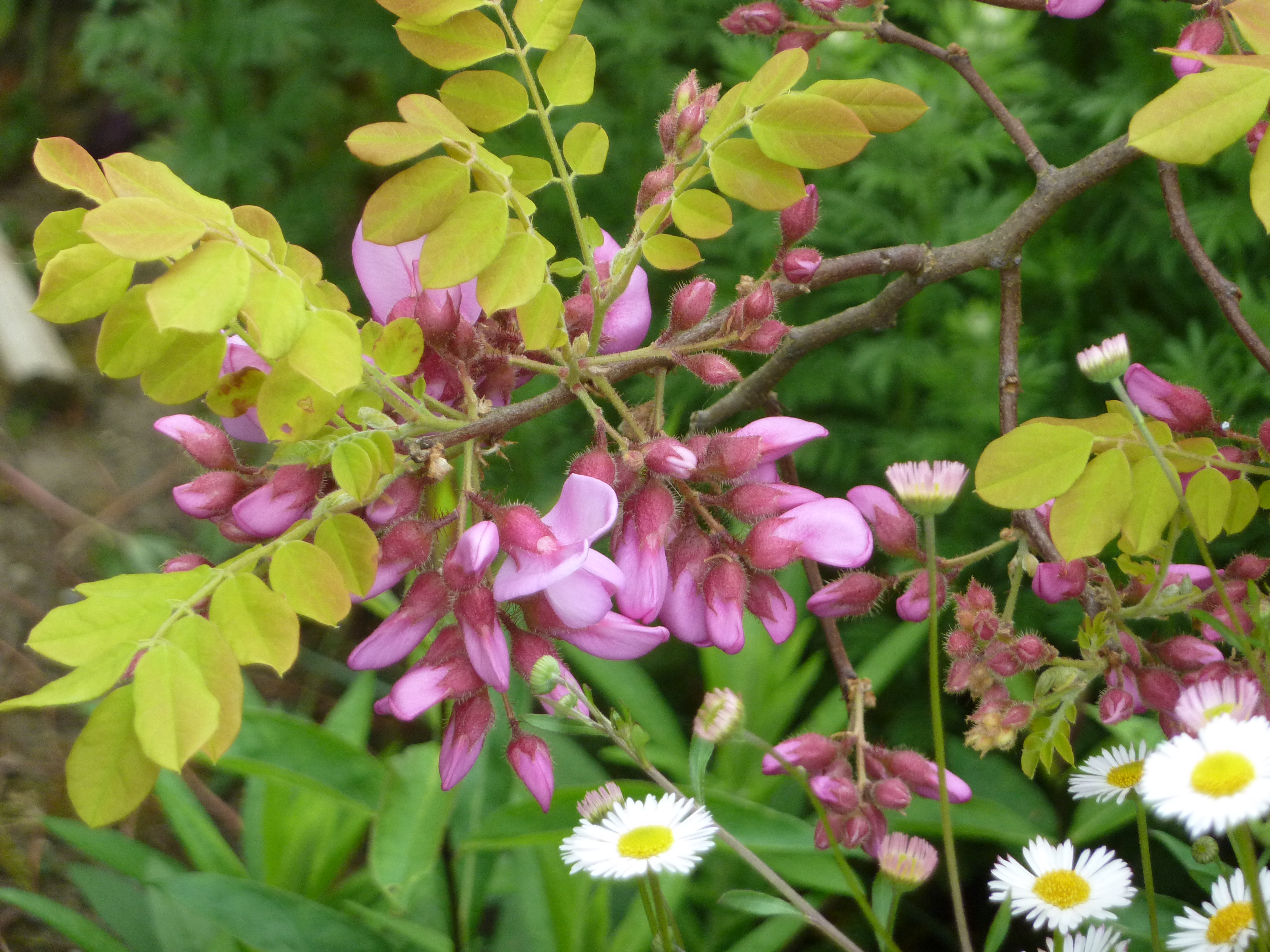
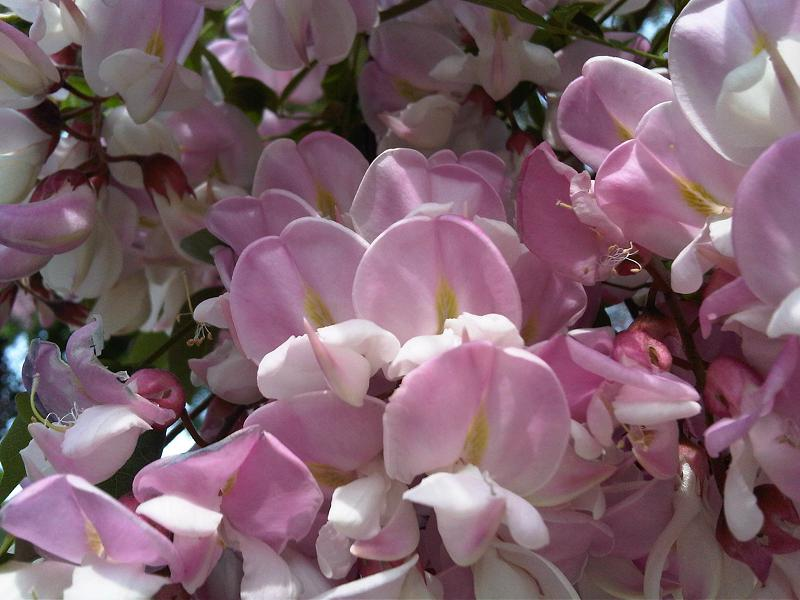